# نيلسون بويد
نيلسون بويد (بالإنجليزية: Nelson Boyd)‏ هو عازف جاز أمريكي، ولد في 6 فبراير 1928 في كامدن في الولايات المتحدة، وتوفي في 1 أكتوبر 1985.

## وصلات خارجية
- نيلسون بويد على موقع ميوزك برينز (الإنجليزية)
- نيلسون بويد على موقع أول ميوزيك (الإنجليزية)
- نيلسون بويد على موقع ديسكوغز (الإنجليزية)